# Boudéo
Boudéo est une commune rurale située dans le département de Gbomblora de la province du Poni dans la région Sud-Ouest au Burkina Faso.

## Santé et éducation
Le centre de soins le plus proche de Boudéo est le centre de santé et de promotion sociale (CSPS) de Gbomblora tandis que le centre hospitalier régional (CHR) de la province se trouve à Gaoua.